# Symphonie no 77 de Joseph Haydn

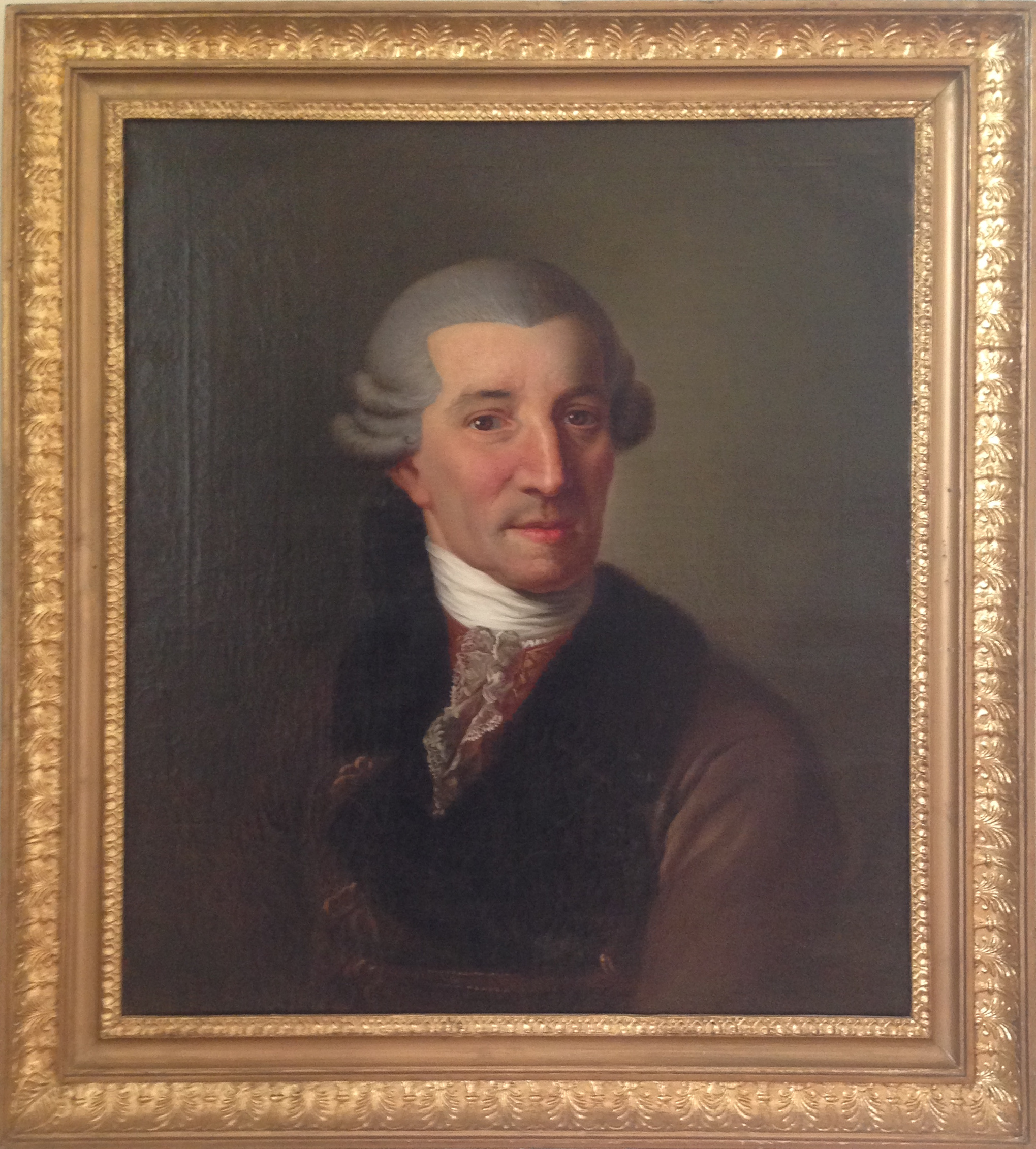
Joseph Haydn

la Symphonie no 77 en si bémol majeur Hob. I:77, est une symphonie du compositeur autrichien Joseph Haydn. Composée en 1782, elle est en quatre mouvements.

## Analyse de l'œuvre
1. Vivace
2. Andante sostenuto
3. Menuet
4. Allegro spiritoso

Durée approximative : 23 minutes.

## Instrumentation
- une flûte, deux hautbois, deux bassons, deux cors, cordes.